# アメリカ外交公電ウィキリークス流出事件
アメリカ外交公電ウィキリークス流出事件（アメリカがいこうこうでんウィキリークスりゅうしゅつじけん）は2010年11月28日よりウィキリークスでアメリカ合衆国連邦政府の機密文書が公開された事件。通称Cablegate。
11月28日、251,287件の文書の内、219件がエル・パイス（スペイン）、ル・モンド（フランス）、デア・シュピーゲル（ドイツ）、ガーディアン（イギリス）、ニューヨーク・タイムズ（アメリカ）によるマスコミ報道によって同時に公開された。
文書の内訳は、機密扱いされていない (Unclassified) 文書が130,000件以上、秘 (Confidential) 文書が約100,000件、極秘 (Secret) 文書が約15,000件、機密 (Top Secret) 文書はなし、である（Classified informationを参照）。ウィキリークスは当初、全ての公電を数カ月をかけて公開することを計画したが、後述の通り2011年9月2日に全25万通を公開した。

## 経緯
流出データは元々バグダッド近郊基地に駐屯する情報下士官のブラッドリー・マニングが国防省のSIPRNetネットワークからレディー・ガガの音楽CDに見せかけたCDで持ち出したとみられている。
2010年11月22日、ウィキリークスは米軍に関する過去の機密文書をまとめて公開する準備をしているとTwitter上で公表。26日、マイケル・マレン統合参謀本部議長はウィキリークスに対して中止を求めた。28日、ウィキリークスがアメリカの秘密外交文書約25万点を公開開始。ロバート・ギブズ報道官は直ちに「最も強く非難する」との声明を発表した。
以後、ウィキリークスは一日に数十の文書を公開していくという手法をとったが、協力関係にあったガーディアンの記者が2011年2月に出版した著書の中に公電を閲覧するためのパスワードが書かれ、未編集版の公電が誰でも閲覧可能な状況になってしまったことを同年8月に公表。ウィキリークスは9月2日に全251,287通の文書公開に踏み切った。この際、伏字も行わなかったため、公電上に記載された情報提供者の名前まで暴露された。一挙公開に至った背景には、前述のとおりパスワードが流出するなど、ウィキリークス自身が莫大な数の公電をコントロールしきれなくなったのが原因との指摘もある。

## 主な内容
約25万点の外交公電が公表、そのうち5,697点は東京発の公電で3番目に多かった。このうち1,660点が機密文書にあたる。公電はあまりに数が多いため、その範囲も多岐に渡る。ここでは一部について記述する。

### 各国の流出内容
欧州への核兵器配備確認文
オランダやベルギーなどに米軍戦術核兵器の配備を確認する文書が含まれていた。文書によれば2009年11月にドイツを訪問したフィリップ・ゴードン国務次官補（欧州担当）がドイツのクリストフ・ホイスゲン首相補佐官との会談内容でゴードン次官補が「ドイツ、ベルギー、オランダからすべての核兵器を撤去すると、トルコにとっても保有し続けるのが政治的に困難」と述べたとされている。
 ドイツ
武装勢力と間違えたドイツの一般男性を拉致したCIA係官に対する逮捕状を発布しないようドイツ側に「脅すつもりはないが対米関係の影響を見極めるべきだ」と警告。
 パキスタン
2007年以来兵器などの転用を恐れパキスタンの研究用原子炉から高濃度ウランを取り除く秘密活動。パキスタン側もこれを認めた。
 北朝鮮
- アメリカ・韓国の両政府が北朝鮮の体制が崩壊した場合の南北統一の見通しを協議
- モンゴル政府との協議の中で、北朝鮮は中国とロシアを繰り返し批判
- ミャンマー軍事政権に核・ミサイル施設建設で協力していた疑惑を示す複数の証言
- 海底に新たな核施設があるとの情報
- 西洋音楽の国内流布を禁じているのに2007年、金正日の次男・金正哲がファンだという理由で、イギリス人のエリック・クラプトンのコンサートを平壌で開催できるよう、在韓アメリカ大使館に調整役を依頼していた

 イラン
- 北朝鮮から中距離弾道ミサイル19基を入手
- 親米派のアラブ諸国がイラン（ペルシャ人主体の非アラブ国）に対して警戒感を増していることが明らかになった。しかしアラブ諸国内では意見が統一できず、包囲網形成が困難になっていることも伝えられた。

 サウジアラビア
- アブドゥッラー・ビン・アブドゥルアズィーズ国王が核開発阻止のため米政府に対イラン攻撃を促進。
- サウジアラビアはイスラム教の戒律が厳しいはずだが、ジッダのアメリカ総領事館で「地下ハロウィーンパーティ」が開かれ酒や売春が繰り広げられていた。その場には王族も参加したと報告している。

 中国
- 何亜非外務次官がアメリカ大使館当局に対して日本を国際連合安全保障理事会の常任理事国とすることに反対を伝えた。
- 武大偉に対して、韓国の政府高官と見られる人物が「英語もできないくせに横柄なやつだ」と露骨に馬鹿にしたような評価をしていた。
- 中国政府がアメリカ・インターネット検索会社大手のグーグルのコンピュータサーバへの侵入を指示。
- 王家瑞対外連絡部長が「北朝鮮の行動は常識では予測不能」と発言。
- 2009年6月、北朝鮮のウラン濃縮技術について「まだ初期段階」と過小評価。
- 劉暁波の釈放を求めるアメリカに対して「人権問題ではない」「内政干渉は直ちにやめよ」といった内容の返信をしていた。
- 李克強副首相が、在中国アメリカ大使クラーク・ラントに「中国のGDPは人為的で、当てにならない」と述べたことが2007年3月の文書で明らかにされた。
- 2009年7月の公電で、中国の指導者の政策決定は主として利益と権力が物をいい、中国共産党政治局常務委員会の決定過程は、企業のように、持ち株が多いほど決定権が大きくなること、中国上層部の序列は、血筋や経歴で決まることを指摘していた。

 日本
- 2009年4月に訪中した麻生太郎首相が「温家宝首相は経済危機の対応で疲れていた」と関係者に発言。
- アメリカと韓国の高官は、民主党政権は自由民主党政権とは全く異なるとの見解で一致していた。
- シンガポールのトミー・コー（許通美）外務省無任所大使が、日本を「The big fat loser」（デブの負け犬）と酷評していた。同大使には旭日重光章が授与されており、日本政府がシンガポールおよびアメリカ政府協力の下調査したところ、実際は「負け犬」表現の使用はなかったと判明。

 シンガポール
- マレーシアのナジブ・ラザク首相に対して「日和見主義者」。他にも外務省幹部が「役に立たない政治家によってマレーシアの危険な転落が助長される」「マレーシアが人種対立の可能性により混迷と危険性を増している」「マレーシアの一番の問題が真のリーダーシップ欠如」など。

 インド
シンガポールの無初任大使が「ASEANに一つだけ欠けているのは、愚かなインド人の友人だ」発言。
 スロベニア
アメリカがグァンタナモ米軍基地のテロ容疑者の収容所を閉鎖するために「オバマ大統領と会談したければ収容者を受け入れるべきだ」とスロベニア側に迫っていたことが明らかになった。
 アメリカ合衆国
- ヒラリー・クリントン国務長官が各国外交官のクレジットカード番号等の収集を指示
- 国務省が2010年2月17日、欧州連合（EU）各国のアメリカ大使館に対し、EUの対中国武器禁輸措置の解除の動きを阻止するよう指示していた

 タイ
- ラーマ9世（プミポン国王）が2006年の軍事クーデターに肯定的だったことが明かされた。国王の当時の様子を駐タイ米大使は「くつろぎ、満足そうで終始笑みを浮かべていた」と報告している。
- ロシアの元軍人ビクトル・ボウト被告のアメリカへの身柄引き渡しをめぐり、ロシアが賄賂を使って身柄引き渡しを妨害しようとしていたことがわかった。

 韓国
- 外交通商部第2次官千英宇（チョン・ヨンウ）は、中国の政府高官2人と行った会談において、「中国高官2人は朝鮮半島は韓国の主導の元で統一されるべきだと信じており、この意見は北京の指導者層の間でも次第に支持され始めた」と、2010年2月駐韓アメリカ合衆国大使に語った。

 イギリス
イングランド銀行のマーヴィン・キング総裁がデーヴィッド・キャメロン首相に対して経験不足を懸念。
 アフガニスタン
ヘルマンド州のマンガル知事が2009年1月、同州に駐留するイギリス軍に対して「英部隊が行ったのはキャンプを作っただけ」と激しく非難した。
 イスラエル
- エフード・バラック国防相が2009年5月、北朝鮮の二度目の核実験の直後、「北朝鮮を相手にするときは、いかなるオプションも排除してはならない」とアメリカ合衆国上院議員らに強い対応を求めていた。
- イタリアのベルルスコーニ首相がゲーツ・アメリカ国防長官に伝えた話として、イスラエルがイランに対して核兵器を使用する可能性があるとしていたことが、12月12日のイタリア国営放送による発表で明らかになった

 マレーシア
- 国内の民間企業2社がイランが中国からミサイル技術を購入するためのネットワークに関与していた。
- アンワル・イブラヒム副首相の同性愛事件は捏造されたものだとの主張。

 ミャンマー
- ジャングル内に北朝鮮が支援して核施設を建設していると報告。
- タン・シュエ議長の孫、マンチェスター・ユナイテッドFCを買収するから10億ドルを用意するよう、議長にねだっていた。
- 軍事政権についてシンガポールのリー・クアンユー元首相が、「間抜け」「愚鈍」発言。

 リビア
2009年、カダフィ大佐が高濃度ウラン5.2キロをトリポリ近くの滑走路上に投棄するよう指示していた。同年9月にニューヨークを訪れた際、宿泊用のテント設置を当局から断られたことに不満をもったことが原因とされる。
 エジプト
ホスニー・ムバーラク大統領が「イランが核兵器を保有するならばエジプトも核開発を行う可能性がある」とアメリカ側に伝えていた。
 バチカン
米外交官の公電によれば、ローマ教皇庁の多くの聖職者は電子メールを使わず、文書にも旧来の暗号を用いているなど「数々の失策」を招いていると指摘。聖職者のほとんどがメールアドレスを持っていないという。
 国際原子力機関 (IAEA)
天野之弥事務局長がアメリカの大使に対して「高官人事からイランの核兵器開発疑惑まで、あらゆる戦略的な重要決定について、断固として米側に立つ」と米国に偏向した行動をとると表明したとされる。この疑惑に関して天野事務局長は2日に会見し「間違ったことはしていない」と反論。
北大西洋条約機構(NATO)
NATOが2010年1月にバルト三国をロシアの脅威から守る秘密計画を立てていた。

### 米外交官の各国要人に対する言及
外交公電の公開の初期には、アメリカ大使館の職員らによる、各国首脳らへの歯に衣を着せない評価が多く公開された。

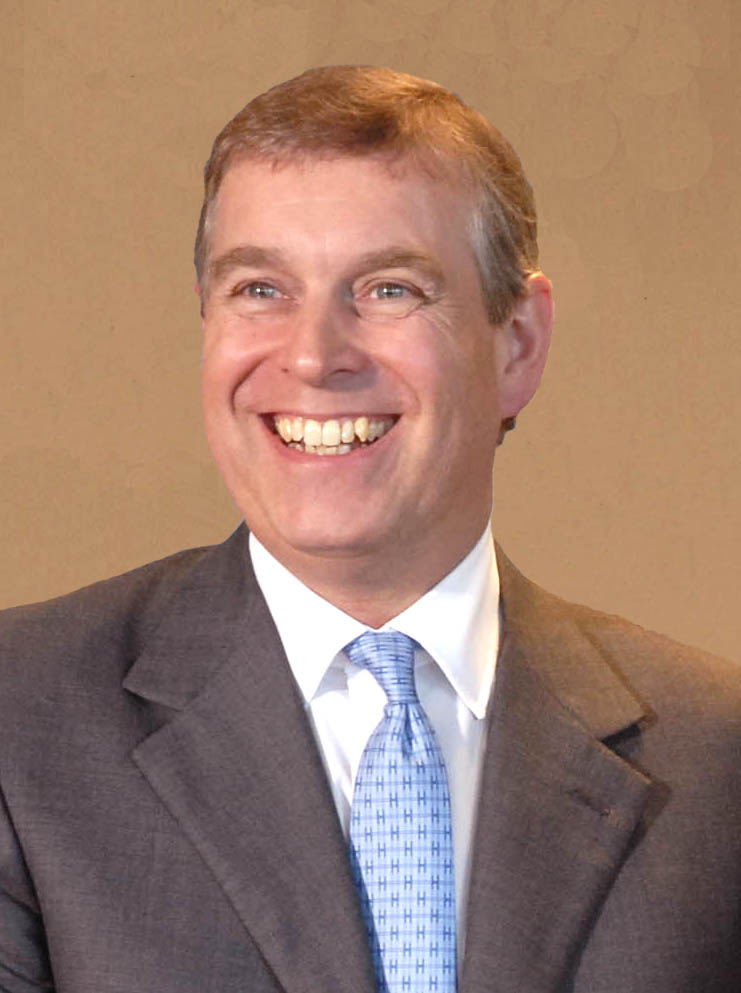
無礼なイギリス王子

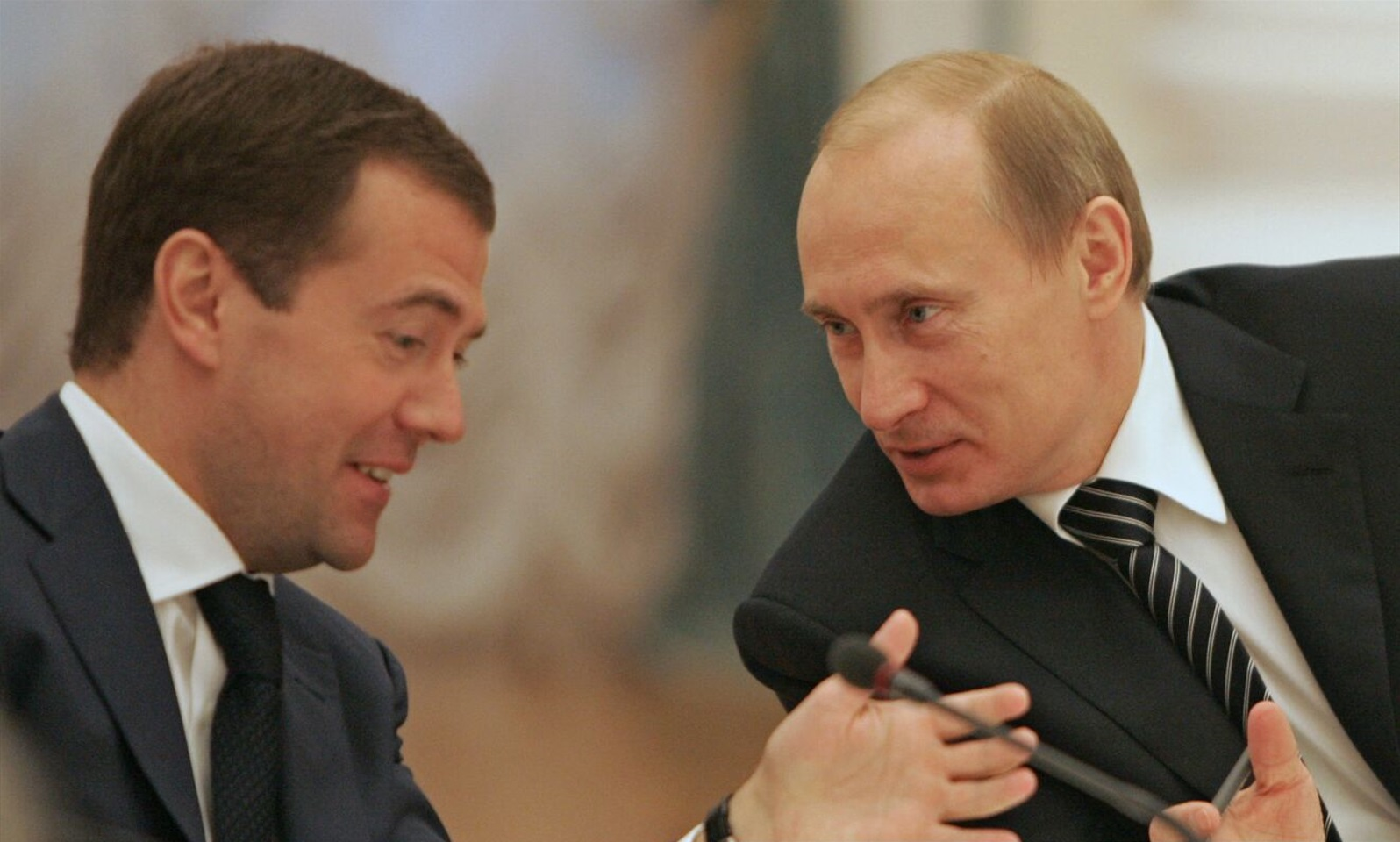
バットマン（右）と相棒ロビン

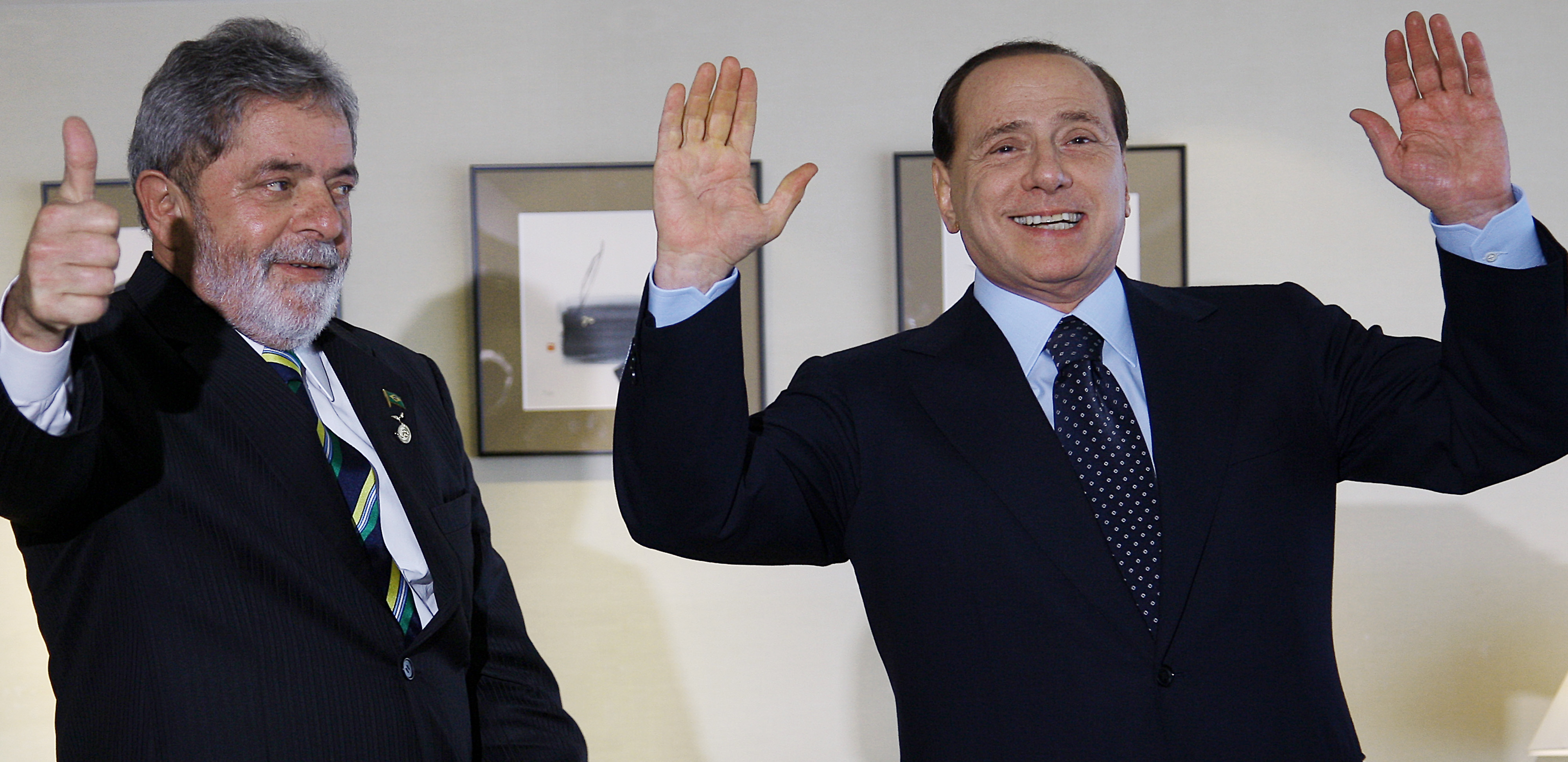
無能で空っぽ、欧州のリーダーとしての影響力が無いベルルスコーニ（写真右）。写真左は元ブラジル大統領ルイス・イナシオ・ルーラ・ダ・シルヴァ

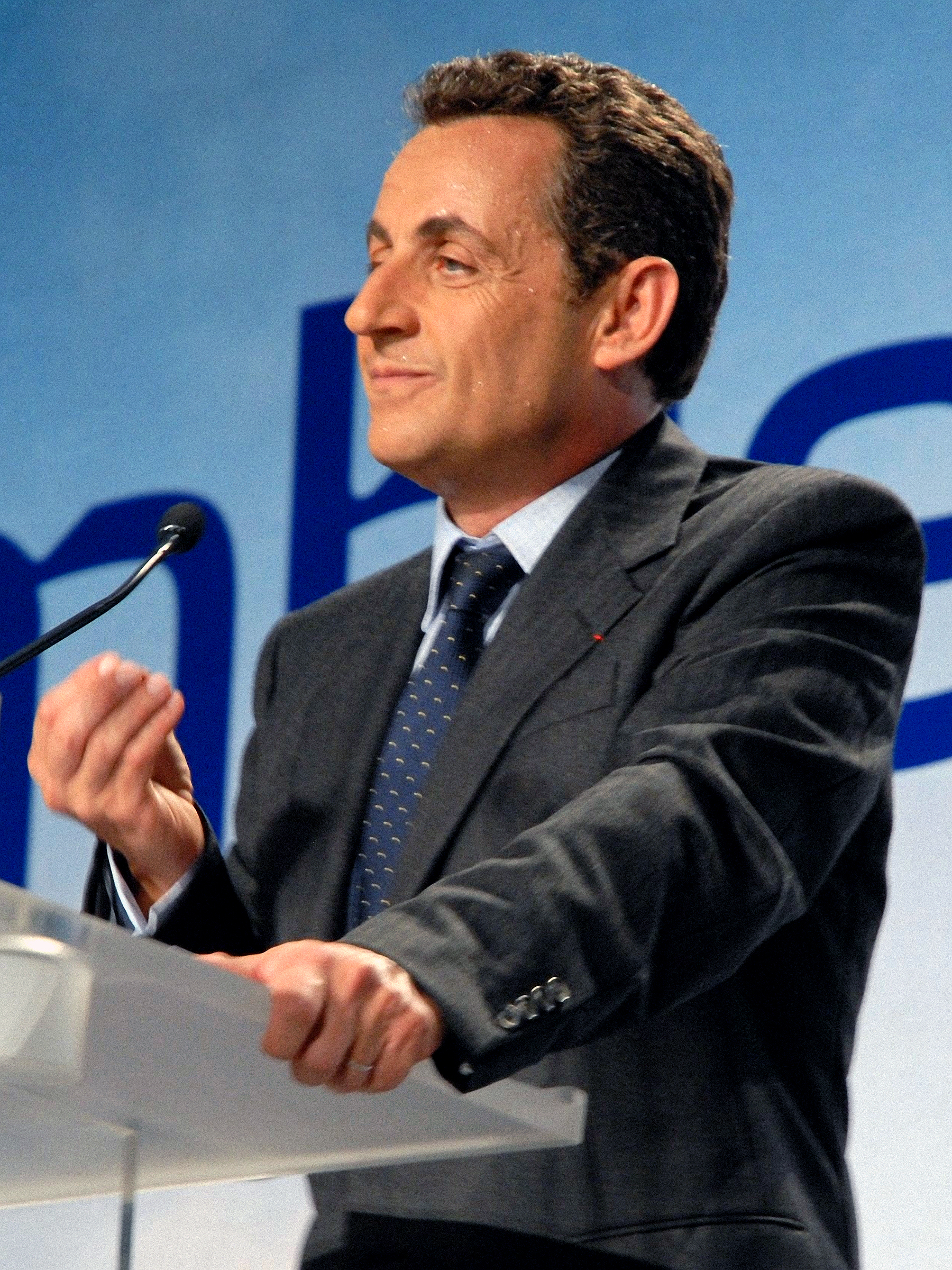
怒りっぽい権威主義者

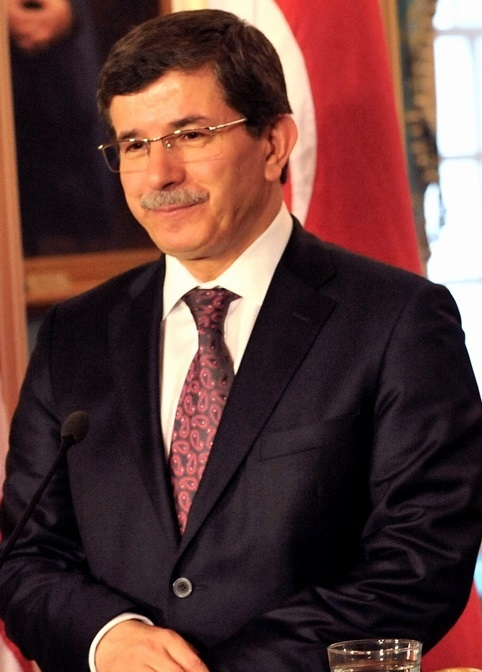
極端に危険な男

 中国
習近平国家副主席に対し「正しいものが勝利するハリウッドの戦争映画がお好き」、「中国映画はお嫌いのようだ」。
 イギリス
アンドルー王子に関して外国での無礼な振る舞いを指摘する内容が含まれていた。アメリカ当局は、同王子の振る舞いにショックを受けたという。その後駐英アメリカ大使は弁明に追われた。その後同王子が2008年に「イギリスの防衛関連会社の賄賂疑惑の捜査はビジネスを台無しにしてしまう愚かな行為」と司法当局を非難したことが明らかになった。駐キルギス米大使は「王子の態度はとても横柄だった」としている。
 北朝鮮
金正日総書記に対し「肉のたるんだ老人。脳卒中の結果、精神的にも肉体的にもトラウマを負った」と評している。
 ロシア
「バットマンがプーチンでメドベージェフは相棒ロビン」「事実上のマフィア国家」「企業の犬」などとアメリカの駐露大使が発言。ロシアの政治情勢を皮肉った発言とうかがえる。
 イタリア
「ベルルスコーニは無能で空っぽですよ」「欧州のリーダーとしての影響力なしですね。連日パーティ通いだ」と非難。
 イラン
- アリー・ハーメネイー師に対して「末期の白血病」「数ヶ月以内に死亡する」と指摘（2009年8月時点。なおハーメネイー師は2010年12月現在も存命でありアメリカの情報収集能力に疑問が出ている）
- マフムード・アフマディーネジャード大統領に対して「まるでヒトラーだ」と発言。

 ドイツ
アンゲラ・メルケル首相に対して「リスクを避け、創造性に乏しい」
 フランス
ニコラ・サルコジ大統領に対して「怒りっぽい権威主義者」「裸の王様」。
 イスラエル
ベンヤミン・ネタニヤフ首相に対して「約束を決して守らない男」
 アフガニスタン
ハーミド・カルザイ大統領に対して「極度に弱い男。事実に耳を傾けようとせず、とっぴな話に動揺する」「誇大妄想に取りつかれている」「事実を直視できない弱い男」。
 リビア
カダフィ大佐に対して「気まぐれで風変わり」「8時間以上のフライトはNG」「金髪看護師と恋仲」。
 トルコ
アフメト・ダウトオール外相は「極端に危険」。
 カザフスタン
ヌルスルタン・ナザルバエフ大統領の次女の婿が誕生日パーティに100万ポンド（約1億3000万円）使ってエルトン・ジョンのコンサートを私的に開催。
 オーストラリア
駐豪米大使がケビン・ラッド外相（元首相）を「Control Freak」（病的な支配魔）と表現。

## 反応

### ホワイトハウスの対応
ホワイトハウスは、「米国政府に対するサイバー攻撃」として全面戦争を宣言。
12月1日、再発防止に向けて国家安全保障会議に担当官を設けた。
2日、ヒラリー・クリントン国務長官が11カ国の首脳に電話で遺憾の意を表明した。これまでにアースィフ・アリー・ザルダーリー・パキスタン大統領とハーミド・カルザイ・アフガニスタン大統領、クリスティーナ・フェルナンデス・デ・キルチネル・アルゼンチン大統領には電話で直接謝罪。他イギリス、フランス、ドイツ、中国、カナダの外相らにも遺憾の意を表明した。
ロバート・ギブズ報道官は3日、「今は共有の必要性と知る必要性のバランスを取らなければならないを理解している」と述べた情報共有の見直しを進めることを明らかにした。
司法省
エリック・ハンプトン・ホルダー司法長官は「捜査で、国内法の違反が明らかになる場合、起訴する」と明らかにした。
国防総省
注意を払わなかった不適切な管理者の責任を問う方針。
行政管理予算局
ジェイコブ・ルー長官は「セキュリティ点検チーム」を各部署に配備を指示した。

### 民間企業によるウィキリークスへの制裁
PayPal
インターネット決済サービスのPayPalは12月3日、利用規約にある「不法行為目的の利用は禁じる」に違反するとして送金を停止した。
ポストファイナンス
スイス郵政公社の銀行部門・ポストファイナンスは12月6日、アサンジ容疑者の銀行口座を凍結した。残高の31,000ユーロは返金される。
Amazon.com
ホスティングサービスを提供していたAmazonは12月2日、追放した。

### 各国の反応
オーストラリア
ウィキリークス創始者がオーストラリア人であることからケビン・ラッド外相（前首相）は「一義的な責任は、国家機密を守れなかった米国政府と米国人にある。したがってオーストラリア国民であるアサンジに対して、必要な法的支援を行う」とウィキリークスを擁護。一方でジュリア・ギラード首相は「アサンジは犯罪者」としているためオーストラリア政府の見解は定かでない。
 ベネズエラ
ウゴ・チャベス大統領は「わたしはウィキリークスの人たちの勇敢さと勇気を祝わねばならない」と賞賛し、「クリントン国務長官は辞任すべきだ」と述べた。
 キューバ
フィデル・カストロ前国家評議会議長は「巨大なスキャンダルだ。内容が本物である事は疑いない。語りたいことはたくさんあるが今はハイチのコレラ対策と戦っている」とした。
 ジンバブエ
ロバート・ムガベ大統領夫人は違法なダイヤモンド取引にかかわったとされるウィキリークスの内容について「嘘だ」として報道した地元新聞を提訴した。
 ロシア
- 「マフィア国家だ」と称されたことに対してプーチン首相は「ロシアは選挙で選ばれた政府だ。アメリカにこそ問題がある」と激怒、アメリカ政府を非難した。ドミトリー・ペスコフ報道官は「滑稽すぎてコメントに値しない」。
- メドヴェージェフ大統領も「アメリカ外交の厚かましさを示した」と不快感をあらわにした。ただし今回の公開による米露関係の影響はないだろうとしている。
- 9日、アサンジが逮捕されたことを受けプーチン首相は「本当の民主主義なら、アサンジ氏はなぜ投獄されなければならないのか」と欧米を批判した。

 イタリア
「無能」と称されたベルルスコーニ首相は「官僚でもない下っ端役人の言ったことなど見るに値しないね」とコメントした。後日クリントン米国務長官と会談し「あなたほど良い友人はいないね」と強調。
 フランス
- 外務省報道官は「国際社会への攻撃だ」と非難しながらもアメリカ政府の立場を支持した。
- 一方国内のサーバ管理会社がウィキリークスのサイトを閉鎖したことに関する違法性についてフランスの裁判所は明言を避けている。

 日本
- 前原誠司外相は「勝手に公開するのは犯罪行為だ」と非難。またアメリカ政府からの事情説明が事前にあったことを明らかにしている。一方内容については「コメントしない」としている。
- 北澤俊美防衛相は「アメリカの国益、同盟国の国益にどういう影響があるかしっかり検証しないといけない」とコメント。
- 仙谷由人官房長官は「日本政府として全くコメントする立場にない」としてコメントを避けた。
- 菅直人首相「大変だ」。
- 2日になってジョン・ルース駐日アメリカ合衆国大使が前原外相を表敬し事実関係を説明した。
- 政府は公式には公電について調査をしないとしているが、実際には外務省の担当部局が毎日のようにチェックしている。
- 政府は9日、警視庁公安テロ情報の流出、尖閣諸島衝突ビデオの流出や今回の件を受け、「政府における情報保全に関する検討委員会」を設置し公務員の守秘義務違反に対する罰則強化について検討を始めた。国家公務員法の守秘義務違反は懲役1年以下と比較的軽微であり、抑止力が十分でないと指摘している。
- 在米日本人外交官によると米国政府も困苦しているらしいという。国防省や国務省自身も情報収集に支障を来していることを認めている。

 オランダ
報道によると戦術核の配備文書が流出したことで一部野党議員は「もはや秘密にしておく必要はない」として政府に配備を認めるよう求めた。
 中国
- 洪磊外務副報道局長は「アメリカには問題を適切に処理してほしい」と不快感を示すも内容については「論評しない」としている。
- 政府は中国国内からウィキリークスへの接続を規制した。公開された公電には政府関係者が北朝鮮を批判した内容が含まれていたためだと思われている。

 パキスタン
バシット外務報道官は、アメリカがパキスタンの研究用原子炉から高濃度ウランを取り除くという秘密作業を実施したとする内容を認めるコメントを出した。
 サウジアラビア
外務省のヌガリ報道官は「サウジに何も関係ない」とコメントした。
 イラン
アフマディーネジャード大統領は「無価値な悪ふざけ」とコメントした。
 イスラエル
ベンヤミン・ネタニヤフ首相は「イスラエルは損害を受けていない」とコメントした。
 カザフスタン
カナート・サウダバエフ国務長官兼外相は「我々の戦略的なパートナー関係には影響しない」。
 韓国
政府は「国家安保に危害を与える状況はない」と暫定的に結論づけた。
 北朝鮮
ウィキリークスを引用した形で韓国の李明博大統領を批判。
 アフガニスタン
カルザイを批判したザヘルワル財務相が辞任した。
 国際連合
潘基文事務総長は「今日はブリーフではなくトランクスです」とウィキリークスにすら公開されていない「機密情報」を自ら暴露した。
国際連合人権高等弁務官事務所
ナバネセム・ピレイ弁務官12月9日、PayPalなどの金融機関がウィキリークスの口座を凍結したことについて「表現の自由を認めた権利に抵触している可能性がある」と述べた。アサンジ容疑者が逮捕されたことについては「ウィキリークスには表現の自由があるが、逮捕の理由は情報を暴露したことではない」と指摘。

### メディア
ウィキリークスと提携するニューヨーク・タイムズやガーディアンなど大手メディアは積極的に暴露文書を報じている。
ウォールストリート・ジャーナル日本語版でもJapan Real Timeで日本に関係する文書の内容を掲載。今後文書の一部を公開するための参考として読者から希望する文書をメールで募集している。

#### イギリスメディア
メディアを活用した大々的な公開手法は、元々ガーディアンの名物記者ニック・デービスがウィキリークス側に持ちかけたものである。デービス記者は2010年6月下旬、ブリュッセルのカフェでアサンジ氏と接触「より文書公開の衝撃度が増す」として連携を持ちかけた。
ガーディアンのブログでは当時分刻みでウィキリークスの情報を更新していた。

#### アメリカメディア
ウォール・ストリート・ジャーナルとCNNにウィキリークス側から情報の提供の申し出があったが、解禁日時を破った場合の罰金などを要求されたため拒否した。ニューヨーク・タイムズは以前にジュリアン・アサンジを批判する記事を書いたことから申し出はなかった。そのためガーディアンから公電を入手することになった。
ウォール・ストリート・ジャーナル
WSJは12月2日付の「ウィキリークス問題に解答はない」と題したオピニオンに於いて、「情報漏洩を解決する方法が一つある。それはインターネットを無くすことだ」として、最早それ以外の方法はないと憂いた。
ニューヨーク・タイムズ
ニューヨーク・タイムズ紙は「（今回の暴露）情報は米国内外の人々が知るに値する政策を明らかにしており貴重」と肯定している。
ワシントン・ポスト
アサンジ容疑者の起訴に断固反対の立場を示している。

#### フランスメディア
ル・モンドは「ウィキリークスは“窃盗”の罪で有罪、新聞は共犯」との非難に対して「無規則で無制限な暴露」という批判に対しては、責任をもって取捨選択していると説明。
ウエスト・フランス紙の世論調査では国民の54%がウィキリークスに肯定的、特に若年層では73%に達したと報じた。

#### オーストラリアメディア
シドニー・モーニング・ヘラルド紙などオーストラリアメディアは「ウィキリークスはメディアだ」と同サイトを擁護する内容の書簡をギラード首相に送っている。

#### イタリアメディア
音楽誌ローリング・ストーンは「ロックスター・オブ・ザ・イヤー」にアサンジを選出した。同誌は「（腐敗した権力）すべての秘密の破壊者であり天使だ。外交や帝国の安定に終わりをもたらすポップ・リーダーだ」と賞賛している。

#### パキスタンメディア
The News InternationalやThe Nationが12月9日付けの1面トップでインドの暗部を暴露する記事を大々的に報じたが、後にガセネタとわかった。

#### スウェーデンメディア
スウェーデン・テレビはアサンジを追ったドキュメンタリー「WikiRebels」をWeb上で公開している。WikiRebels ? The Documentary

#### タイメディア
プミホン国王がクーデターに肯定的との情報が暴露されたが、タイの法律では王室に関しての言論は厳しく制限されているためほとんど報じられていない。

#### 日本メディア
日本の主要紙では概ね公開された情報の内容よりも、公開の是正に対する批判が多く、「ペンタゴン・ペーパーズは戦争終結に一役買ったが、今回の事件は公益性が全くない」といった見方である。
時事通信
ウェブサイトに「特集・ウィキリークス」という特設ページを開設している。
毎日新聞
毎日新聞は12月1日付の「ウィキリークス 「公電25万通流出」の重さ」と題する社説において「伝えられた情報は興味深い」としながらも「機密情報の違法な暴露によって国際社会の利益が損なわれたとの非難の声にも耳を傾けねばならない」と書き、「新しい時代の情報公開のあり方が、世界的に問われている」と結んだ。11月30日付では「ウィキリークスの暴露とは結局各国リーダーの棚卸し寸評か」と批評。
産経新聞
産経新聞は12月3日付の主張で「内部告発を一律に犯罪と決め付けることは国民の知る権利の制約に繋がりかねない」と主張するも「だが一定のルールも必要で、国益や公益を損なわず個人の権利などを侵害すべきでない」「無責任な暴露は情報統制を招くだけだ」としている。
朝日新聞
朝日新聞は12月1日付の「流出資料出版―警視庁はなぜ謝らない」と題する警視庁国際テロ捜査情報流出事件に対しての社説において「情報の真偽や価値を見極め、公開することによる社会の利益と被害を比べ、報道に踏み切るかを判断する新聞、放送など既存メディアに比べ、公益性の吟味をせずに情報を写すよう今回のやり方は、責任を果たしているとはいえない」とウィキリークスのあり方を批判した。
読売新聞
読売新聞は12月1日付の「内部告発サイト 公益性欠く米外交文書の暴露」と題する社説において、「25万点もの公電を順次ネット上で公開する手法は公開の意義や目的、影響などを慎重に検討した上での行動とは言い難く、のぞき見趣味に迎合するかのような、無責任な暴露と批判されても仕方あるまい」と指摘し、また「宣伝効果を狙ったのだろう」と批判。そして「新しい時代に合わせて、政府や企業が機密情報の管理を強化するのは当然」と主張した。
日本経済新聞
日本経済新聞は12月2日付の「米外交文書の流出が突きつけた問題 」と題する社説において「この問題は幾つかの視点から考えねばならない」として3の問題を上げた。1つ目の視点は「真の機密に価する情報とは何か」という視点から「外交や国防に関する情報は本来公開すべき情報であり機密ではない。真の機密情報とは核施設に対するテロにつながる情報のようなものだ」と指摘。2つ目の視点として「情報管理体制」を挙げ、「同時多発テロの反省から各省庁間で情報共有を進めてきたが、一上等兵ごときが簡単に外交公電などにアクセスできるようでは大きな失態だ」と非難。3つ目の視点は「ウィキリークスの責任」を挙げ、「既存のメディアは報道したあとも責任を取る必要があるがウィキリークスにはそういった配慮が一切無く、報道が齎す被害、情報統制など今後の影響に一切責任を取らないウィキリークスに強い懸念を持たざるをえない」と結んだ。
聖教新聞
聖教新聞は11月30日付の社説「情報の管理に細心の注意を」において、「日蓮大聖人は『なはて（畷）堅固なれども蟻の穴あれば必ず終に湛へたる水のた（溜）まらざるが如し』と、蟻の一穴も許さない、無事故への徹底した警戒心を忘れることなく、新たな年を迎えたい」と結んだ。
伊勢新聞
伊勢新聞は12月2日付の大観小観において「世界の首脳の寸評は機知に富み、愉快で感心させられる。目新しさから言えば驚くほどでもないのではないか」としている。
西日本新聞
西日本新聞は12月4日付の「告発サイト 幅広い公益性の点検必要」と題する社説において、「機密情報をめぐっては、権力機関のウソや欺瞞を暴く事実は公開を大原則とし、公開によって一般市民の安全を損なわないかなど、幅広い観点からの公益性の点検が必要だ」とし、「国家の機密と知る権利との関係は、どうあるべきか、この古典的な問題を、時代の変化に即してもう一度考える時が来ている」と結んだ。
中国新聞
中国新聞は「大手メディアが持つ信頼性や文書の内容を精査した上で発信する能力が欠けていたウィキリークスと、「特ダネ」を逃したくないメディア側の本音が合致した」と指摘。
沖縄タイムス
沖縄タイムスは12月4日付の「ネット社会の重い課題」と題する社説において、「インターネット社会の進展がもたらす国際社会への挑戦には違いない」と書いた。
神戸新聞
「責任のない公開は疑問だ」という社説で「米政府は対策チームを発足させたものの遅きに失した感は否めない。機密情報の管理に油断があった」とアメリカ政府の情報管理能力の問題を指摘。ウィキリークスに対しても「知る権利は自由主義国家では保障されるべきだが、問題はどこまで責任を持って公開しているのかという姿勢にある。責任は報道するメディアに任せ、ウィキリークス側は責任を免れようとして姿勢には疑念がわく」と非難している。
京都新聞
「ウィキリークス 衝撃的だが、危うさも」と題する社説で、「投書箱を通じて入手した生の情報に手を加えずネットに掲載するやり方は個人や団体に危害が及ぶ危険性を排除できない。情報をめぐる「判断」や「編集」を、ウィキリークスはほとんど行わない。この点からも報道機関とは呼べない」と非難。アメリカ政府に対しても「公電には公開しても差し支えないと思われるものも多く、政府の情報公開の不十分さも露呈した。米議会ではウィキリークスのテロ組織指定や資産凍結を求める声もあるが、行き過ぎだ」と非難。また「ウィキリークスはネット時代の新しいジャーナリズムの流儀を示しているという声がある一方、今回、ウィキリークスとの契約を断った新聞やテレビもある」と今回の件で既存メディアのあり方、問題点を示した。
北海道新聞
12月10日付けの社説で、「問題の焦点は、それが人々の「知る権利」に応える公益性を持つのか、それとも外交や安全を脅かす行為なのかという評価にある」としている。
信濃毎日新聞
「アメリカ政府はウィキリークスを『犯罪者』と非難しているが、職員の多くが簡単に機密情報にアクセスできる政府の情報管理こそが問われるべきだ」と米政府を非難。さらに「国が表現の自由を脅かすような規制強化を考えるべきではない。むしろ情報公開を積極的に進めるのが民主主義だ」と主張した。

#### 日本の著名人の見方
岸博幸
今回のウィキリークスの問題はインターネットそのものが問題。非規制のインターネットに於いて好き勝手をやられたら大変なことで、無差別テロに近いと非難した。
中田宏
「これは国際社会に対する『情報テロ』としてとらえるべきだ」として激しく非難した。
上杉隆
「政府の隠そうとした情報を暴き、国民の知る権利にある程度応えている」と賞賛。また「日本のコメンテーターやキャスターの見解は、政府側に寄っている」と日本政府と日本のジャーナリストに対して批判している。
宮家邦彦
「問題はウィキリークスにこの種の大義名分がないことだ。25万件もの雑多な公電を十把一からげに暴露するとなれば、これはもうジャーナリズムや内部告発ではく新手の「無政府主義的無差別攻撃」というべきだ」と厳しく非難。

### ウィキリークス擁護派
カリフォルニア州バークリー市議会は「彼は犯罪者でなくヒーローだ」「メダル授与に値する」として情報を盗み出したマニング上等兵の釈放を求める決議を準備している。

#### 抗議活動
7日、支持者らがロンドン裁判所前で保釈を求める抗議活動を行った。

#### 支援活動
アサンジの保釈金のうちマイケル・ムーアが2万ドルを提供。他にもフロントライン・クラブの創設者やケン・ローチらも支援を名乗り出ている。

#### サイバー攻撃
4chan利用者などインターネットの匿名サイト利用者が主体の「アノニマス」（Anonymous）と呼ばれるグループは8日、「我々はインターネットの自由戦士だ」「ウィキリークスに対抗する者は誰でもわれわれの攻撃対象になる」と宣言。ウィキリークスへの送金を停止したPayPalをはじめ、多くの企業や個人のウェブサイトが分散型Dos攻撃（DDoS攻撃）を受けサーバが停止するなどの被害を受けた。この一連の攻撃は「仕返し作戦」と名づけられている。
参加者は徐々に増え始め、若者やコンピュータエンジニアら約数千人が参加している。
8日、ビザ、マスターカード、PayPalの公式サイトが一時アクセス不能な状態に陥った。
他にも「血塗られた反米工作員」と非難したサラ・ペイリン元アラスカ州知事、アマゾンにウィキリークス排除を呼びかけたジョー・リーバーマン米上院議員の公式サイトも被害を受けた。
一方アマゾンへの攻撃は失敗したと報じられた。Anonymousは「オーケー、標的を変えた。（Anonymousは）アマゾンを攻撃するほど大きな組織じゃない」とメッセージを残している。
8日夜から9日未明にかけてスウェーデン検察庁のページもDDoS攻撃を受け数時間ダウンした。
一方7日、Anonymousのサイトが逆にDDoS攻撃を受けた。
9日、「コールドブラッド」を名乗る22歳のハッカーは「これはデータ戦争だ。俺たちはインターネットを誰にでも開かれた自由なものにしようとしているのだ」と発言。
10日、ビザとマスターカードのサイトを攻撃したとしてオランダの16歳の少年が逮捕された。

## その他
- ドイツ連立与党の政策協議流出の情報源とされたドイツ与党職員が解任され「犠牲者」と報じられた[148]。この職員はギド・ウェスターウェレ外相の側近秘書室長だった[149]。
- US-CERTはウィキリークスに関連したフィッシング詐欺に注意するよう警戒を促している[150]。
- 世論調査ではこの流出によって世界各国の77%が「国家安全保障上の脅威」と考えられているとアメリカの世論調査会社ゾグビーが発表した[151]。
- 公表された文書のうち一部の関係者の名前が伏字になっていたり削除されていたりする。これに関して一部からはアメリカ政府がウィキリークス側に要求したのではとの憶測が広がっている[152]。
- 大きな事件が起きると大抵不謹慎ゲームのようなモノが生まれるが、今回も「アサンジさんを操作して、オバマ大統領のPCにこっそりUSBメモリをつないで機密情報を盗みだそう！」といったゲームが作成されている[153]。
- 元関係者らは新サービス「オープンリークス」を開設すると明らかにした[154]。
- 中国でも「中国版ウィキリークス」を近く開設すると明らかにしている[155]。